# Muddy Waters (album Redmana)
Muddy Waters – trzeci album nagrany przez Redmana. Z tego albumu pochodzą trzy single "Whateva Man", "It's Like That (My Big Brother)" oraz "Pick It Up". Tytuł albumu jest pewnego rodzaju hołdem dla legendy bluesa Muddy’ego Watersa. W lutym 1997 album uzyskał status złotej płyty. Uważany za najdoskonalszy album w dyskografii artysty. Sam zainteresowany twierdzi, że jest to jego najlepszy album.

## Lista utworów
| #  | Tytuł                              | Autorzy tekstów                                                                      | Producent/ci               | Wykonawca/y                        |
| -- | ---------------------------------- | ------------------------------------------------------------------------------------ | -------------------------- | ---------------------------------- |
| 1  | "Intro"                            | R. Noble                                                                             | Reggie Noble               | *Interlude*                        |
| 2  | "Iz He 4 Real"                     | E. Sermon, R. Noble, J. McNair, J. Bush, D. Yates, S. Price, B. Powell, P. Hendricks | Erick Sermon, Reggie Noble | Redman                             |
| 3  | "Rock Da Spot"                     | E. Sermon, R. Noble, T. Fyffe, C. Wallace, C. Martin, R. Kelly                       | Erick Sermon, Ty Fyffe     | Redman                             |
| 4  | "Welcome [Interlude]"              | E. Sermon, R. Noble                                                                  | Erick Sermon               | *Interlude*                        |
| 5  | "Case Closed"                      | R. Noble, D. Stinson, A. Stanton                                                     | Rockwilder                 | Redman, Rockwilder, Napalm         |
| 6  | "Pick It Up"                       | E. Sermon, R. Noble                                                                  | Erick Sermon               | Redman                             |
| 7  | "Skit"                             | R. Noble                                                                             | Reggie Noble               | Tanisha Green & Nadja Green Parker |
| 8  | "Smoke Buddah"                     | R. Noble, R. James                                                                   | Reggie Noble               | Redman                             |
| 9  | "Whateva Man"                      | E. Sermon, R. Noble                                                                  | Erick Sermon               | Redman, Erick Sermon               |
| 10 | "Chicken Head Convention [Skit]"   | R. Noble                                                                             | Reggie Noble               | Tanisha Green & Nadja Green Parker |
| 11 | "On Fire"                          | E. Sermon, R. Noble                                                                  | Erick Sermon               | Redman                             |
| 12 | "Do What Ya Feel"                  | R. Noble, C. Smith, P. Michel                                                        | Pras, Te-Bass              | Method Man, Redman                 |
| 13 | "The Stick Up [Skit]"              | R. Noble                                                                             | Reggie Noble               | Tanisha Green & Nadja Green Parker |
| 14 | "Creepin'"                         | R. Noble                                                                             | Reggie Noble               | Redman                             |
| 15 | "It's Like That (My Big Brother)"  | R. Noble, K. Madison, J. Williams, K. Khaleel                                        | Reggie Noble               | K-Solo, Redman                     |
| 16 | "Da Bump"                          | E. Sermon, R. Noble, P. Richmond, D. Ellis, R. Locke Jr., I. Hayes                   | Erick Sermon               | Redman                             |
| 17 | "Skit"                             | R. Noble                                                                             | Reggie Noble               | Tanisha Green & Nadja Green Parker |
| 18 | "Yesh Yesh Y'all"                  | E. Sermon, R. Noble                                                                  | Erick Sermon               | Redman                             |
| 19 | "What U Lookin' 4"                 | R. Noble, D. Stinson, C. Jasper, E. Isley, R. Isley, R. Isley, O. Isley, M. Isley    | Rockwilder, Reggie Noble   | Redman                             |
| 20 | "Soopaman Luva 3 Interview [Skit]" | R. Noble                                                                             | Reggie Noble               | Reggie Noble & Tanisha Green       |
| 21 | "Soopaman Luva 3"                  | E. Sermon, R. Noble, J. Heath                                                        | Erick Sermon, Reggie Noble | Redman                             |
| 22 | "Rollin'"                          | E. Sermon, R. Noble, E. Barrier, W. Griffin                                          | Erick Sermon               | Redman                             |
| 23 | "Da Ill Out"                       | E. Sermon, R. Noble, K. Murray, J. Phillips                                          | Erick Sermon               | Redman, Keith Murray, Jamal        |

## Sample
Iz He 4 Real
- "Leflaur Leflah Eshkoshka" - The Fab 5

Rock Da Spot
- "Unbelieveable" - The Notorious B.I.G.

Pick It Up
- "Gimme What You Got" - Le Pamplemouse

Smoke Buddah
- "Mary Jane" - Rick James

On Fire
- "Its A Party" - Busta Rhymes

It's Like That (My Big Brother)
- "Cold Getting Dumb" - Just Ice

Da Bump
- "In The Mood" - Tyrone Davis
- "A Few More Kisses To Go" - Isaac Hayes

Yesh Yesh Y'All
- "I Used to Love H.E.R." - Common
- "Niggas And Bitches" - Jayo Felony

What U Looking 4
- "Footsteps In The Dark" - The Isley Brothers

Soopaman Luva 3
- "Smiling Billy Suite Pt 2" - Heath Brothers

Rollin'
- "Microphone Fiend" - Eric B. and Rakim
- "(Don’t Worry) If There’s a Hell Below, We’re All Going to Go" - Curtis Mayfield